# Völkenrode
Völkenrode est une ancienne municipalité de la Basse-Saxe en Allemagne. Depuis 1974, elle est intégrée à Brunswick.
Durant la Seconde Guerre mondiale, les installations secrètes de la Luftfahrtforschungsanstalt (en français : Institut de recherche aéronautique, LFA), y étaient implantées.
Après la guerre, les équipes de l'opération Lusty ont enquêté à Völkenrode et au LFA. Cette ancienne installation abrite de nos jours le Physikalisch-Technische Bundesanstalt (Établissement fédéral de technique physique) et l'ancien Centre fédéral de recherche agricole (de).

## Source
- (en) Cet article est partiellement ou en totalité issu de l’article de Wikipédia en anglais intitulé « Völkenrode » (voir la liste des auteurs).